# Ymedam
Ymedam was een waterschap in de Nederlandse provincie Friesland dat een bestuursorgaan was van 1923 tot 1972, vernoemd naar een voormalig dorp op het grondgebied. 
Het grondgebied lag bij oprichting in de gemeente Hemelumer Oldephaert en Noordwolde en had een oppervlakte van 900 hectare. In 1966 werd het gebied uitgebreid op het grondgebied van de gemeente Hindeloopen en werd de oppervlakte 1085 hectare.
Het wapen van Ymedam was rood met een zilveren andreaskruis, bekroond met een kroon met twee parels en drie bladeren. Het andreaskruis symboliseert de twee belangrijkste waterwegen in het gebied die elkaar kruisten, enerzijds Koudumervaart, anderzijds de Nieuwe Groote Gersloot/de Indijk.
Het doel van het waterschap was het regelen van de waterstand en het bevorderen van de verkeersgelegenheid.
Onderdeel van het waterschapsgebied was polder de Flait, een ingepolderd meer van ongeveer 100 ha. Jonkheer J.H.F.K. Gerlacius van Swinderen had dit in 1853 ingepolderd met het eerste stoomgemaal in Friesland. Hij startte er zowel een landbouwbedrijf als de nodige industriële activiteiten, waaronder een runmolen, een oliemolen en een machinefabriek. Zo ontstond een klein dorp Ymedam. Er volgde echter een agrarische crisis, versterkt door protectionistische maatregelen in Duitsland. In 1887 werd alles stilgelegd, de molens verdwenen. Uiteindelijk werd ook het stoomgemaal in 1925 afgebroken. De weg door de polder valt dan onder beheer van het waterschap Ymedam.
Per 1 februari 1972 werd het waterschap opgeheven en ging het bij de eerste grote waterschapsconcentratie in die provincie, op in het waterschap Tusken Mar en Klif. Na verdere fusies valt het gebied sinds 2004 onder Wetterskip Fryslân.